# Kim Hyowon

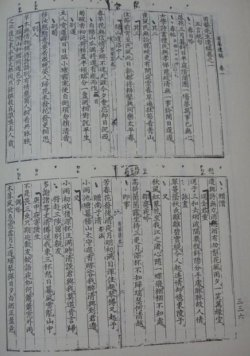
Cahier de travail de Sungam Kim Hyowon

Kim Hyowon(김효원, 金孝元, 1532 – 1er avril 1590) est un homme politique, écrivain et érudit néoconfucéen de la dynastie Joseon de Corée. Son nom de plume est Seongam et son prénom de courtoisie est Inbaik. Il est également un des meneurs de la Faction orientale.

## Ouvrage
- Sungamjip(성암집, 省庵集)

## Source de la traduction
- (en) Cet article est partiellement ou en totalité issu de l’article de Wikipédia en anglais intitulé « Kim Hyowon » (voir la liste des auteurs).